# Dukovany
Dukovany település Csehországban, a Třebíči járásban. Dukovany Horní Dubňany, Jamolice, Rešice, Mohelno, Lhánice, Slavětice és Rouchovany településekkel határos. Lakosainak száma 873 fő (2024. január 1.).

## Népesség
A település lakosságának változását az alábbi diagram mutatja:
| Lakosok száma | 1014 | 1077 | 1201 | 1037 | 669  | 736  | 862  | 895  | 883  | 873  |
|               | 1869 | 1890 | 1921 | 1950 | 1980 | 2001 | 2017 | 2019 | 2022 | 2024 |